# Kościół św. Katarzyny Aleksandryjskiej w Gręboszowie
Kościół św. Katarzyny Aleksandryjskiej – rzymskokatolicki kościół filialny w Gręboszowie. Świątynia należy do parafii Narodzenia Najświętszej Maryi Panny i św. Marcina w Strzelcach w dekanacie Namysłów wschód, archidiecezji wrocławskiej. Dnia 11 grudnia 2014 roku, pod numerem A-229/2014, kościół został wpisany do rejestru zabytków województwa opolskiego.

## Historia kościoła
Kościół w Gręboszowie został wybudowany w 1899 roku, obok istniejącego od 1613 roku, drewnianego kościółka. Od tego momentu drewniana świątynia zaczęła pełnić funkcję kaplicy cmentarnej. W 1973 roku kaplica została przeniesiona do Muzeum Wsi Opolskiej w Opolu, gdzie znajduje się do dziś.